# Хросвита Гандерсгеймская
Хросви́та Гандерсгеймская (также Гросвита, Хротсвита, Росвита — Hroswitha, Hrotsvit, Roswitha; 938—973) — немецкая святая христианская монахиня, поэтесса периода «Оттоновского возрождения», автор драматических произведений на латинском языке, назидательных комедий, насыщенных религиозными мотивами и символикой. Считается первым европейским драматургом со времён античности.

## Жизнеописание
О жизни святой Хросвиты известно мало. Согласно преданию, она родилась в знатной герцогской семье в Саксонии. Получила максимально возможное по тем временам христианское воспитание и образование, в том числе познакомилась с произведениями античных авторов на латинском языке. В юном возрасте была определена в женский монастырь Гандерсхайма.

## Творчество
Произведения Хросвиты открыты и изданы Конрадом Цельтисом в 1501 году. Они разделены на три книги, многие сюжеты почерпнуты из агиографии. Первую составляют 8 стихотворных легенд, среди которых история Теофила, продавшего душу дьяволу, но спасённого заступничеством Девы Марии. Поэма «Падение и обращение Теофила» (Lapsus et conversio Theophili) считается одним из источников сюжета легенды о Фаусте.
Во вторую книгу включены 6 пьес: «Галликан» (история языческого военачальника, влюбленного в дочь императора Константина, обратившегося в христианство и ставшего святым), «Дульциций» (о мученичестве дев Агапии, Хионии и Ирины во время Диоклетианова «великого гонения» на христиан), «Каллимах» (о юноше-язычнике, влюбленном в христианку Друзиану из Эфеса, об их смерти и чудесном воскрешении по воле Бога; впоследствии Каллимах становится великим святым), «Авраам» (о святом отшельнике из Сирии, возвращающем на путь истинный свою приемную дочь, ставшую блудницей), «Пафнутий» (вариант того же сюжета, что и в «Аврааме»), «Сапиенция» (вариант того же сюжета, что и в «Дульциций»), написанных прозой с беглой рифмовкой. Известно, что пьеса «Галликан» была переработана в XII веке для средневекового театра. Анатоль Франс таким образом отзывался о её драматургии: «Гросвита сочиняла пьески, которые она разыгрывала со своими сёстрами-монашенками, и пьески эти, написанные несколько искусственным и бедноватым, но довольно милым латинским языком, представляют собою, несомненно, самые очаровательные диковинки, которыми может ныне развлечься ум, способный воспринять дуновения, ароматы и образы прошлого».
Третья книга включает 2 эпические поэмы: «Деяния Оттона» и «Начала Гандерсгеймской обители» (стихотворная история Гандерсгеймского канониката).
С 1973 года в городе Бад-Гандерсхайм немецким писательницам вручается премия Хросвиты.
В честь Хросвиты назван астероид (615) Росвита, открытый в 1906 году.

## Русские издания
- «Предисловие к драмам», «Дульциция», «Каллимах», «Авраам» // Памятники средневековой латинской литературы X—XII веков. — М., 1972. — С.81—103.
- Хросвита Гандерсгеймская. Пафнутий / Пер. М. Л. Гаспарова // Arbor mundi, 2003, № 10. — С. 191—208.
- «Предисловие к драмам», «Дульциций» (пер. Б. И. Ярхо), «Каллимах», «Авраам», «Пафнутий» (пер. М. Л. Гаспарова), «История страдания св. Агнессы, девы и мученицы» (пер. М. Р. Ненароковой) // Памятники средневековой латинской литературы X—XI века. — М.: «Наука», 2011. — С. 690—738.